# Petrivka, Sofiivka
Petrivka (în ucraineană Петрівка) este un sat în comuna Mîkolaiivka din raionul Sofiivka, regiunea Dnipropetrovsk, Ucraina.

## Demografie
Componența lingvistică a localității Petrivka
     Ucraineană (97,6%)
     Rusă (2,4%)
Conform recensământului din 2001, majoritatea populației localității Petrivka era vorbitoare de ucraineană (97,6%), existând în minoritate și vorbitori de rusă (2,4%).